# Acropora exquisita
Acropora exquisita е вид корал от семейство Acroporidae.

## Разпространение и местообитание
Видът е разпространен в Австралия, Вануату, Виетнам, Индонезия, Кирибати, Кокосови острови, Малайзия, Маршалови острови, Микронезия, Науру, Нова Каледония, Остров Рождество, Палау, Папуа Нова Гвинея, Провинции в КНР, Сингапур, Соломонови острови, Тайван, Тайланд, Тувалу, Фиджи, Филипини и Япония.
Среща се на дълбочина около 4 m, при температура на водата около 28,6 °C и соленост 34,5 ‰.

## Описание
Популацията им е намаляваща.